# Camil de Lel·lis
Sant Camil de Lel·lis (Bucchianico, Chieti, Itàlia, 25 de maig de 1550 - Roma, 14 de juliol de 1614) fou un eclesiàstic italià, fundador dels camils. Canonitzat en 1746, és patró dels hospitals, els malalts i el personal sanitari en general, juntament amb Sant Joan de Déu.

## Vida
Havia nascut al llogarret de Bucchianico (Chieti, Itàlia), en 1550, en una família de la petita noblesa rural, fill de Giovanni di Lellis, funcionari militar al servei d'Espanya, i de Camilla Compelli, que el va tenir amb gairebé seixanta anys. Quan va fer tretze anys, va quedar orfe de mare. El seu pare el va fer ingressar a l'exèrcit i fer vida militar.
Fins al 1570 va ésser militar al servei del rei d'Espanya i va portar una vida dissoluta. Una ferida a un peu, de difícil tractament, el va allunyar de la vida militar. Va adreçar-se a Roma, a l'hospital de San Giacomo degli Incurabili (Sant Jaume dels Inguaribles) per trobar-hi remei. Un cop sa, va quedar-s'hi a l'hospital treballant-hi, però poc acostumat a treballar, aviat ho deixà i tornà a la milícia, com a soldat de ventura i mercenari, al servei de Venècia i d'Espanya. El seu pare havia mort, mentrestant.
Va voltar per Itàlia i va passar un temps al convent dels caputxins de Manfredonia. Hi va iniciar el canvi que el portà a la conversió i a abraçar la vida religiosa, pas que va donar en 1575, demanant d'ésser frare caputxí a Trivento. La seva antiga nafra, però, li donà problemes i va haver de tornar a Roma a tractar-la. Aquest cop, s'estigué quatre anys a l'Hospital dels Inguaribles i hi madurà la seva vocació, determinant-se a dedicar-se a l'assistència als malalts. Treballà a l'hospital i aprofitant l'experiència militar, demostrà la seva capacitat tant per a la direcció del personal i l'organització dels recursos com per al tractament de ferides, que ja havia pogut fer durant les campanyes militars.
Finalment, va decidir consagrar la seva vida al servei als malalts, especialment els que no tenien cap recurs. Als trenta anys va ingressar al Collegium Romanum (actual Universitat Gregoriana) per a fer-se sacerdot; el 26 de maig de 1583 va ser ordenat sacerdot i, guiat per Felip Neri, agrupà entorn seu un grup de sacerdots i es dedicà a l'apostolat i a l'assistència dels malalts. Així, va crear la congregació dels Germans Ministres dels Malalts i Màrtirs de la Caritat, que seria coneguda com a camils, destinada a la cura dels malalts pobres. Els estatuts de la congregació van ésser aprovats per Sixt V el 18 de març de 1586. Camil anà al convent de la Maddalena, que esdevé seu i casa mare de l'orde, i començà a prestar servei a l'hospital de Santo Spirito in Sassia, a Roma.
La congregació es va difondre ràpidament i el 21 de setembre de 1591 fou reconeguda com a orde religiós de clergues regulars per Gregori XIV, que havia quedat impressionat per l'actuació dels clergues camils durant la carestia de 1590 a Roma, on van ajudar milers de necessitats. El 8 de desembre de 1591 Camil i els seus companys van fer els vots solemnes de l'orde, amb un quart vot d'assistència i ajut als malalts, fins i tot si posava en perill la vida pròpia. L'orde, sota la direcció de Camil, s'estengué per tot Itàlia: Nàpols, Milà, Gènova, Palerm, Bolonya, Màntua…
Greument malalt, el 1607 va deixar la direcció de l'orde i continuà atenent malalts fins a la seva mort a Roma, el 14 de juliol de 1614 als 64 anys.

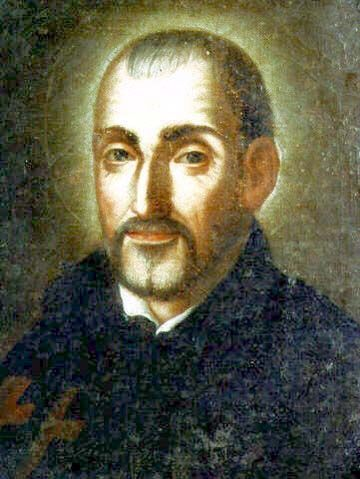
Retrat del sant, s. XVII
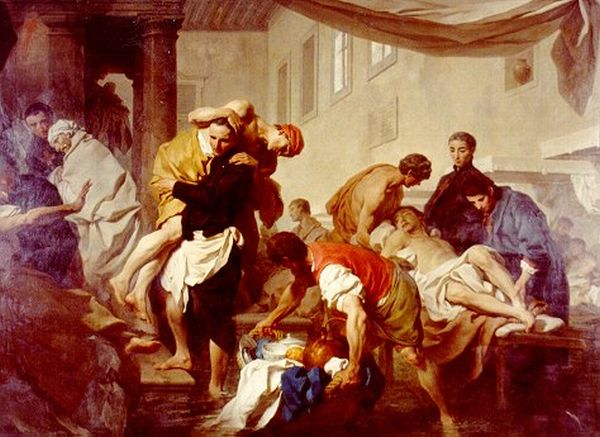
El sant salva els malalts durant les inundacions de Roma, pintura de Pierre Subleyras, s. XVIII
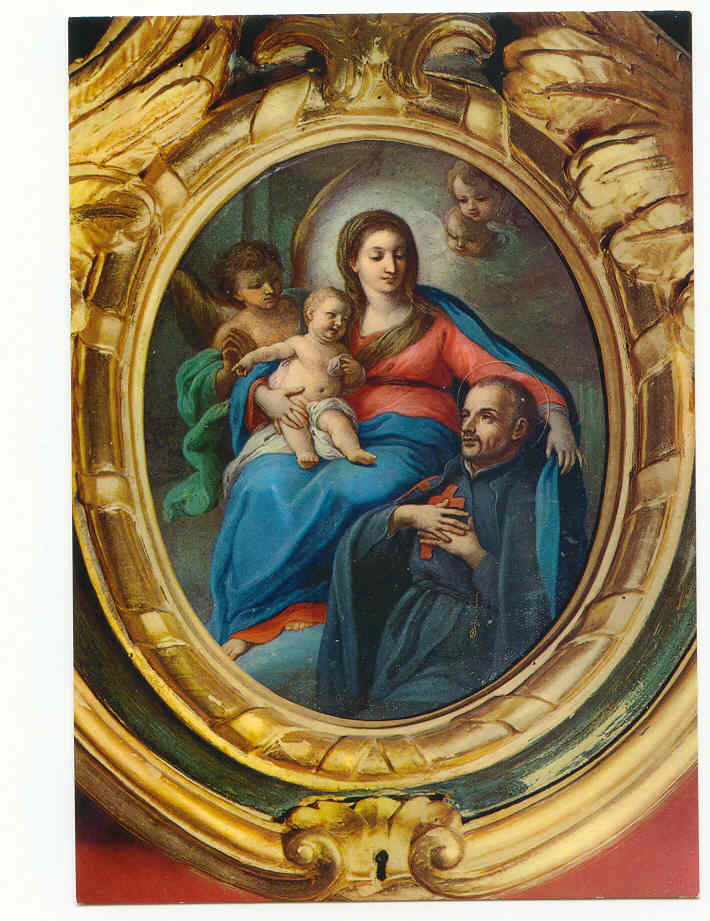
Aparició de la Mare de Déu al sant, s. XVII
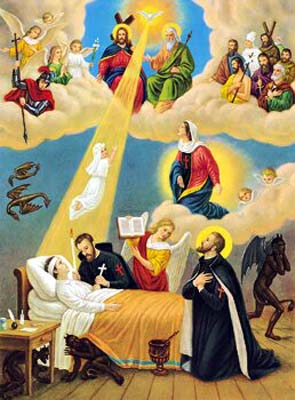
Estampa devocional mexicana del sant

## Obra escrita
Camil va deixar escrits algunes obres devocionals i referides a la tasca i carisma de l'orde:
- Divoti esercizi in onore del glorioso patriarca s. Giuseppe
- Servire con ogni perfezione gli infermi (Servir amb totes les perfeccions als malalts)
- La riforma ospedaliera (La reforma hospitalària)

A més de la regla, constitucions i documents propis de l'orde, editats en diverses ocasions.

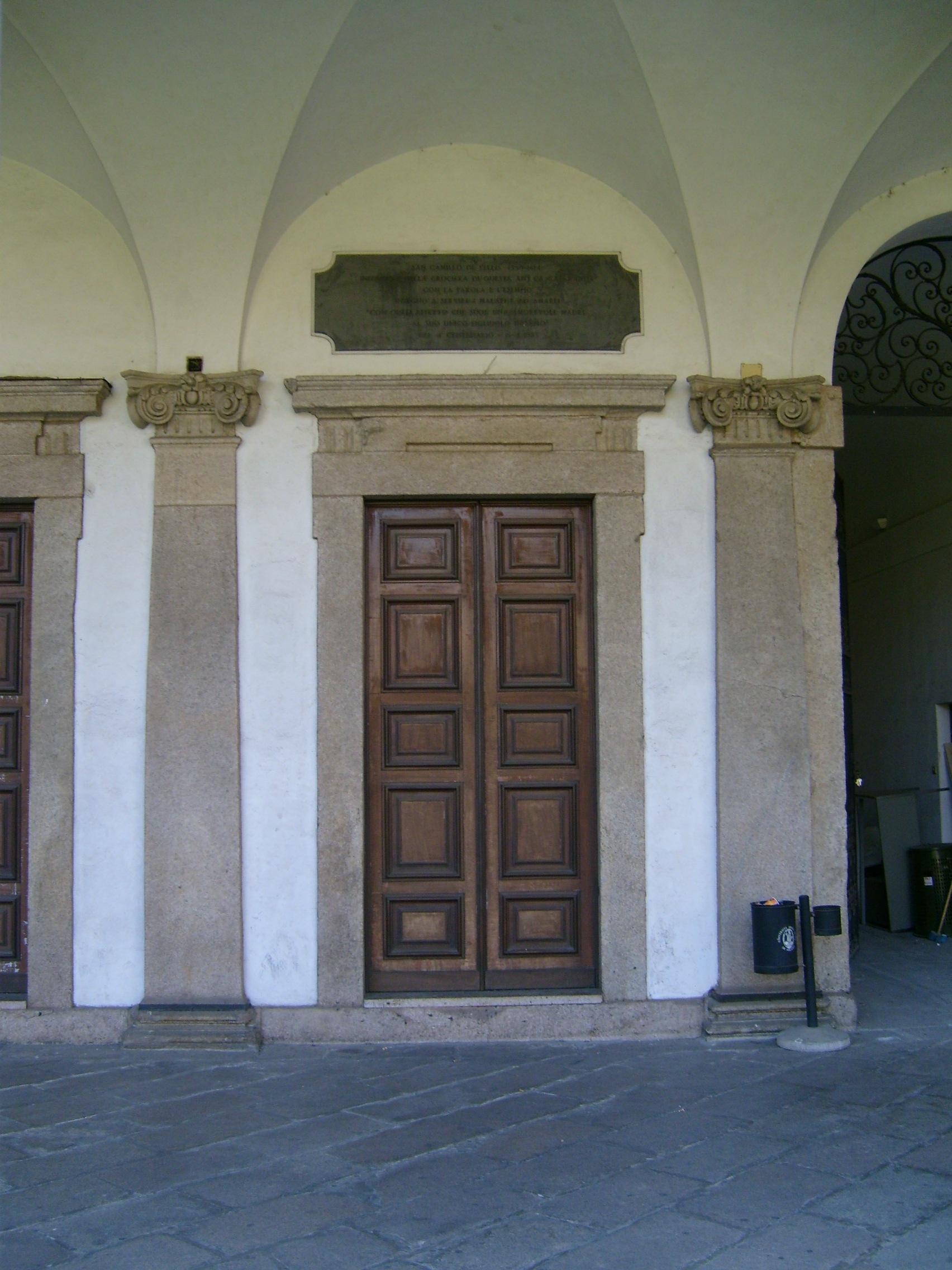
Làpida de 1983 a la capella de la Università statale di Milano, antic hospital on havia treballat Sant Camil
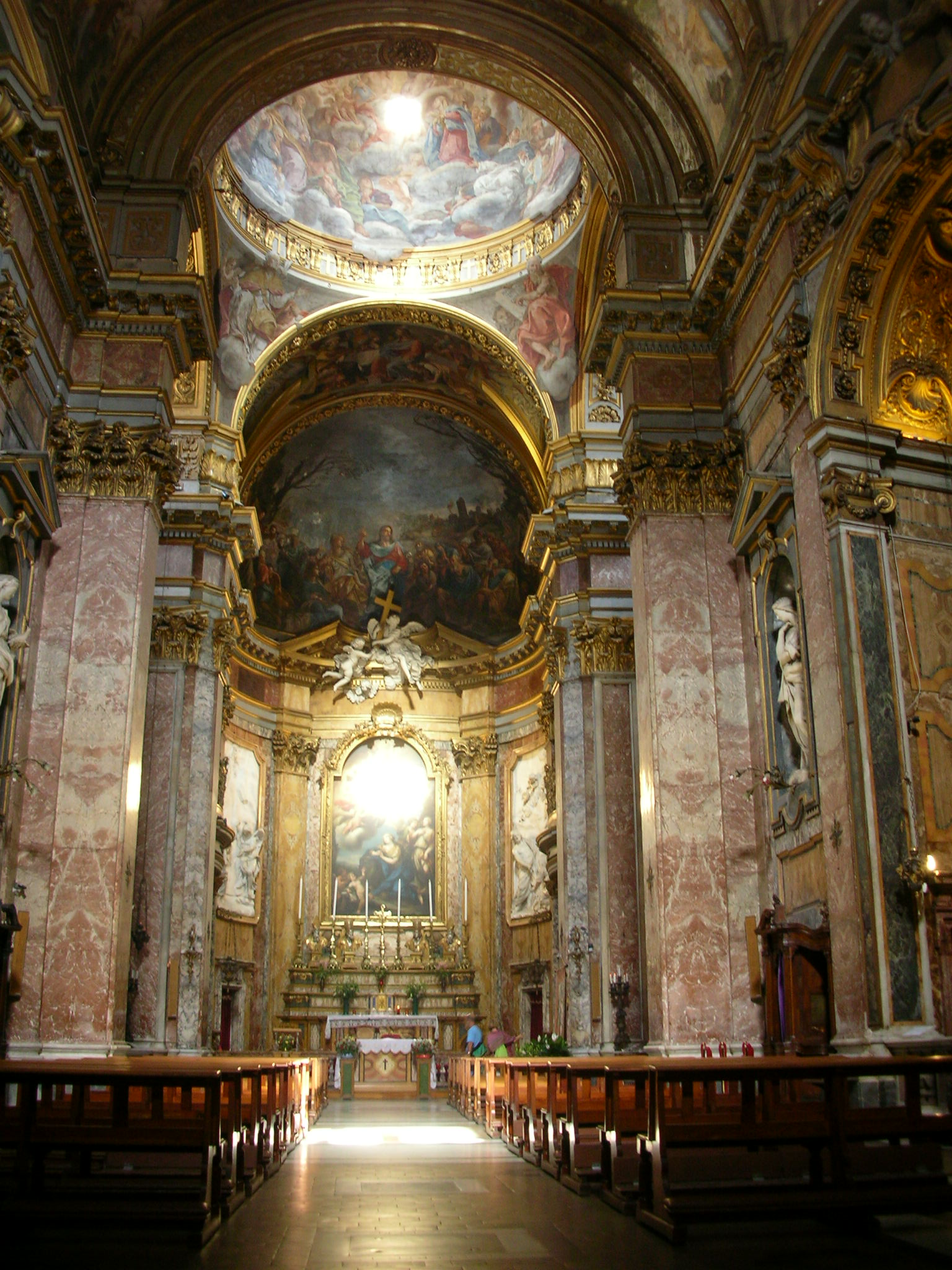
Nau de Santa Maddalena, a Roma: al transsepte hi ha la tomba del sant
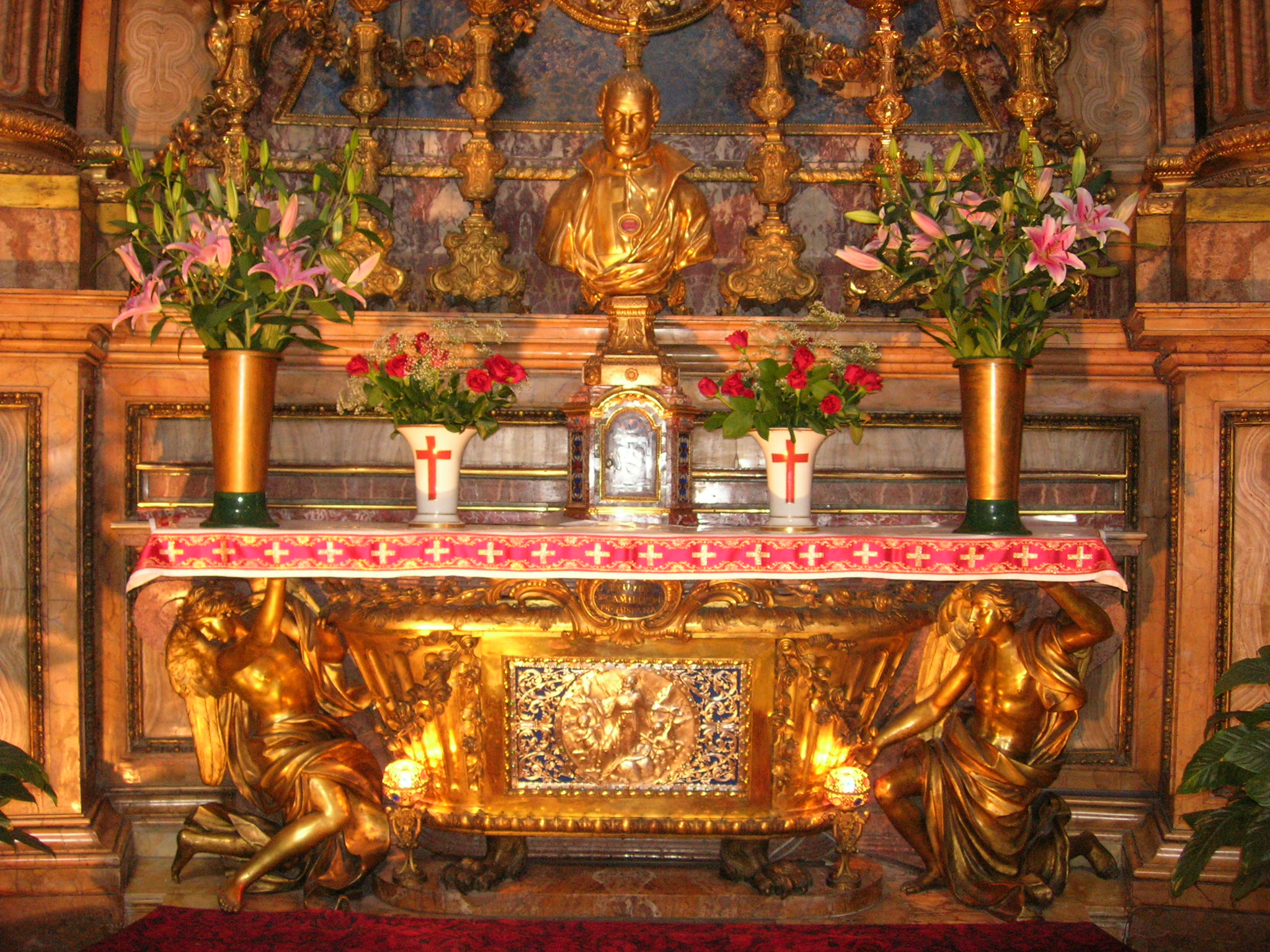
Altar amb el cos del sant, per F. Giardoni i V. Consalvi (1742)
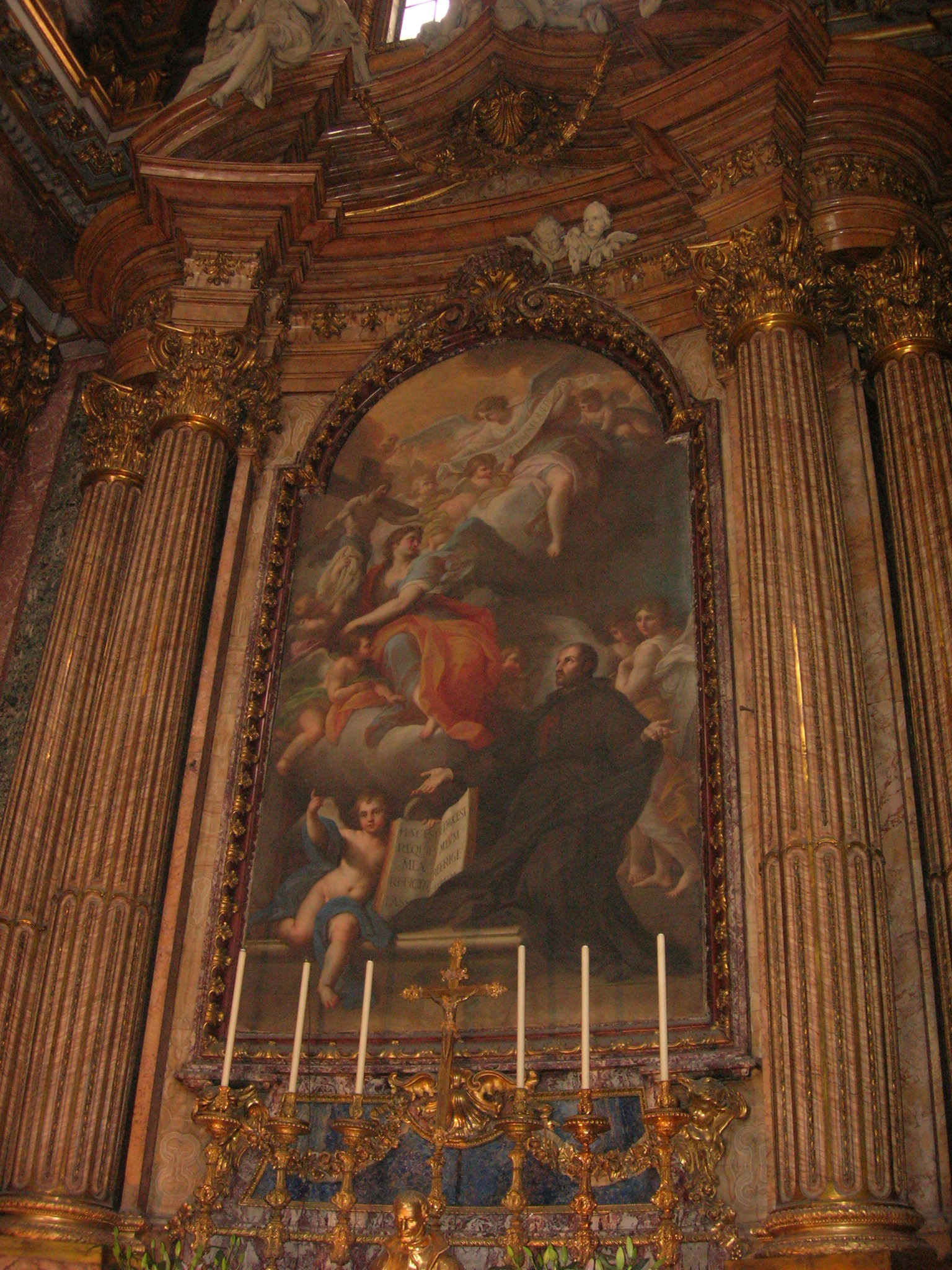
Retaule del sant, a Santa Maddalena, sobre la tomba. Pintura de Placido Costanzi (1749)
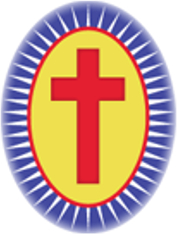
Emblema de l'orde dels camils

## Veneració
Va ser enterrat al convent de Santa Maria Maddalena, a Roma, casa mare de l'orde religiós que havia fundat; el seu cor va ésser portat a Bucchianico. Va ser beatificat el 7 d'abril de 1742 per Benet XIV i, dos anys després, el mateix papa el va canonitzar el 29 de juny de 1746.
El 1886 Lleó XIII el proclamà, amb sant Joan de Déu, patró dels hospitals i els malalts; Pius XI, el 1930, el declarà, també amb Joan de Déu, patró dels infermers; finalment, Pau VI el proclamà el 1974 protector de la sanitat militar italiana.